# 千本資俊
千本 資俊（せんぼん すけとし）は、戦国時代から安土桃山時代にかけての武将。那須氏の家臣。

## 生涯
千本氏は那須氏の庶流で那須七騎の一つ。千本資次の子として誕生。
本家である那須氏を主家として仰ぐ立場であったが、天文20年（1551年）、下野宇都宮氏の家臣・芳賀高定の謀略にかかり、主君・那須高資を千本城に誘殺した。そのため一時、那須氏を追われたが、高資の死によって当主の座についた那須資胤に許され帰参、腹心として権勢を振るった。大関高増らが下那須衆を扇動して佐竹義重に寝返った時は呼応せず資胤の下に残った。
永禄9年（1566年）の治部内山の戦いでは佐竹氏家臣・佐竹義堅と大関高増ら下那須衆、加えて宇都宮氏からの援兵を合わせた3,300人の兵で攻められたが資俊は数的不利を覆して連合軍を撃破し、義堅を生け捕りにして撤退させるという功を挙げた。
しかし資胤の死後に、大関高増の娘と子・資政が離縁した事で大関氏の反感を買う。天正13年（1585年）12月8日、高増は那須資晴に千本氏を討つ事を勧め承認を得ると、資俊は子・資政と共に太平寺に誘い出され、高増や大田原綱清に殺害された。享年67。